# 舍斯托湖
55°55′06″N 30°10′54″E / 55.91833°N 30.18167°E
舍斯托湖（俄语：Шесто），是俄羅斯的湖泊，位於該國西北部，由普斯科夫州負責管轄，處於涅韋爾區，長0.9公里、寬0.2公里，集水區面積0.9平方公里，平均水深9.3米，最大水深19.8米。